# Henk Neuman

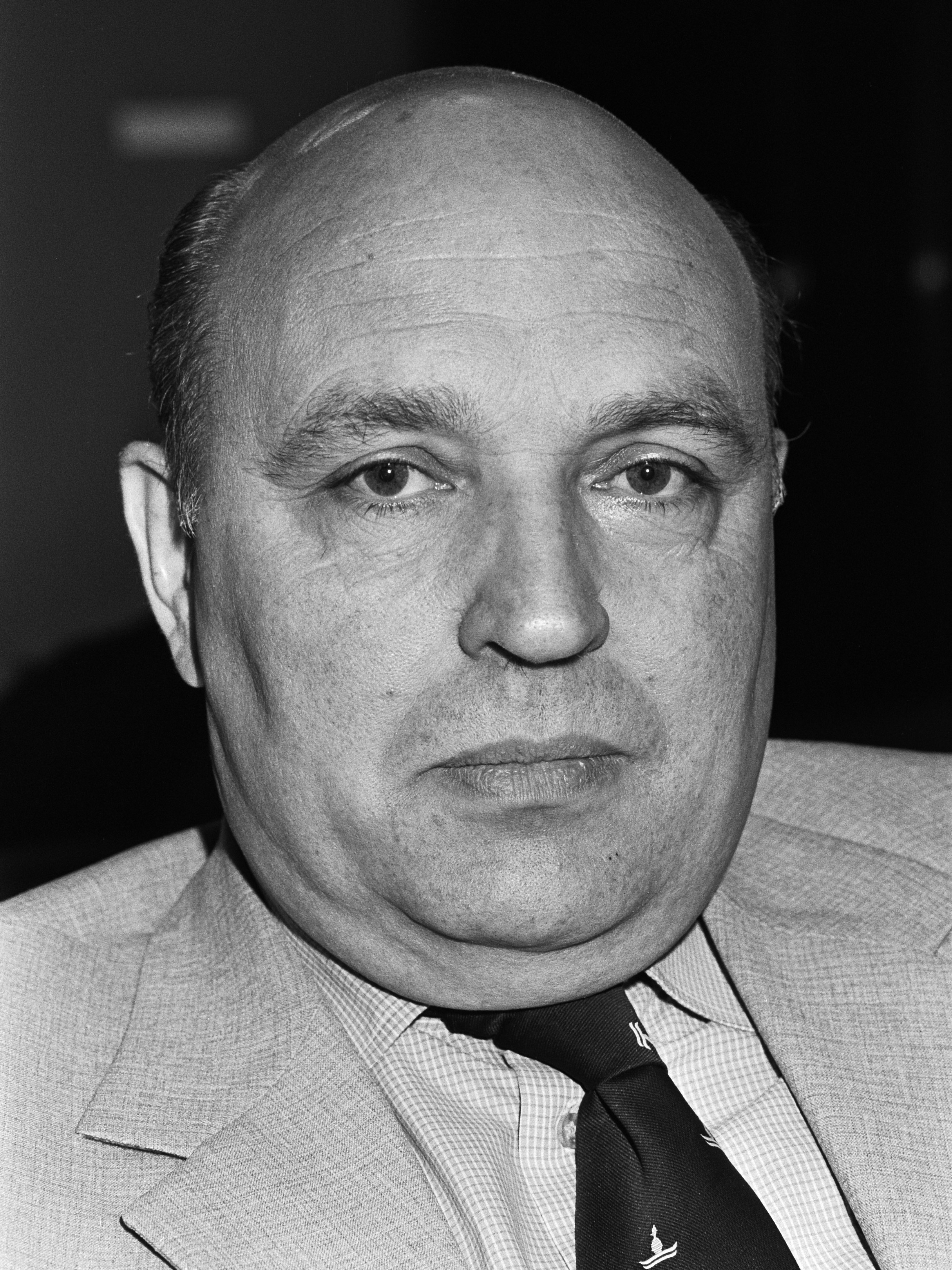
Henk J. Neuman (1981)

Hendericus Johannes (Henk) Neuman (Leeuwarden, 21 april 1926 – Den Haag, 14 januari 2010) was een Nederlands journalist, buitenlandcommentator en directeur van onder andere het Instituut Clingendael.
Na de hbs te hebben afgerond dook hij aan het einde van de Tweede Wereldoorlog onder in Giekerk. In 1945 startte hij zijn journalistieke loopbaan bij het Leeuwarder kantoor van Het Parool. Kort daarop begon hij met de vervulling van zijn dienstplicht waarbij hij actief was bij de Dienst voor Legercontacten in Batavia in het toenmalig Nederlands-Indië. Na de tweede politionele actie werd hij in 1948 aangesteld als verbindingsofficier bij de United Nations Commission for Indonesia (UNCI) die toezicht hield op het bestand dat volgde op die politionele acties.
In 1950 keerde hij terug naar Nederland waar hij eerst nog korte tijd werkte voor de Leeuwarder Courant, waarna Neuman politieke en sociale wetenschappen ging studeren aan de Universiteit van Amsterdam (UvA) en daarnaast werkte hij bij Radio Nederland Wereldomroep. Dit bleek moeilijk te combineren, omdat zijn werk hoofdzakelijk overdag was en hij daardoor nog weleens colleges miste. In 1953 werd hij redacteur buitenland bij de katholieke krant De Tijd, waar hij 's nachts kon werken. In 1954 slaagde hij voor het kandidaatsexamen aan de UvA, maar niet lang daarna gaf hij zijn studie op. Neuman bleef werkzaam bij De Tijd/Maasbode tot 1965, maar rond 1960 begon hij daarnaast te werken voor de KRO, wat hij tot 1976 zou blijven doen. Hij was in die periode onder meer de KRO-buitenlandcommentator, als een soort tegenhanger van G.B.J. Hiltermann die die functie bij de AVRO had. Van zijn hand verscheen in 1967 een biografie over Arthur Seyss-Inquart, de Oostenrijkse jurist en nationaalsocialist die van mei 1940 tot mei 1945 Nederland in opdracht van Hitler bestuurde: Arthur Seyss-Inquart. Het leven van een Duits onderkoning in Nederland. Drie jaar later kwam in Oostenrijk een Duitse vertaling uit.
In december 1970 werd het Nederlands Instituut voor Vredesvraagstukken (NIVV) opgericht, waarvan Neuman toen de directeur werd. In 1983 fuseerde het NIVV met onder ander het Nederlands Genootschap voor Internationale Zaken (NGIZ) tot het Instituut Clingendael, waarvan Neuman de directeur werd, wat hij tot zijn pensionering in 1990 zou blijven. Daarnaast werd hij hoofdredacteur van de Internationale Spectator, die eerder door het NGIZ werd uitgegeven. Bovendien was Neuman van 1984 tot 1987 bijzonder hoogleraar aan de Katholieke Universiteit Nijmegen, waar hij de L.J. Rogier-leerstoel bekleedde, met als leeropdracht de geschiedenis van het internationale veiligheidsbeleid vanaf 1945.
Neuman overleed begin 2010 op 83-jarige leeftijd.